# Scopeloberyx robustus
Scopeloberyx robustus är en fiskart som först beskrevs av Günther, 1887.  Scopeloberyx robustus ingår i släktet Scopeloberyx och familjen Melamphaidae. Inga underarter finns listade i Catalogue of Life.